# Distrito de Huaynacotas
El distrito de Huaynacotas es uno de los diez distritos que conforman la provincia de La Unión en el departamento de Arequipa, bajo la administración del Gobierno regional de Arequipa, en el sur del Perú.
Desde el punto de vista jerárquico de la Iglesia católica forma parte de la Prelatura de Chuquibamba en la Arquidiócesis de Arequipa.

## Historia
El distrito fue creado en los primeros años de la República. 
Desde el 11 de noviembre de 1907 el pueblo de Taurisma es su capital aunque la administración municipal radica en el pueblo de Huaynacota, ubicado a 3300 m s. n. m. y a 3 horas por carretera de Cotahuasi.

## Geografía
Ubicado en la parte norte de la provincia, tiene un relieve variado con varios pisos cuya altitud oscila entre los 2 600 y los 4 600 m s. n. m. El piso más bajo está destinado a cultivo de frutales, en el piso intermedio se siembra maíz y otros productos, y en la parte más alta se crían camélidos andinos para aprovechar su lana.
|imagen               =  
|imagen               = 

## Población
El censo del 2017 registró 1913 hab. censados estimándose una población total de 2041 hab. La tasa de crecimiento demográfico sigue siendo negativa. 

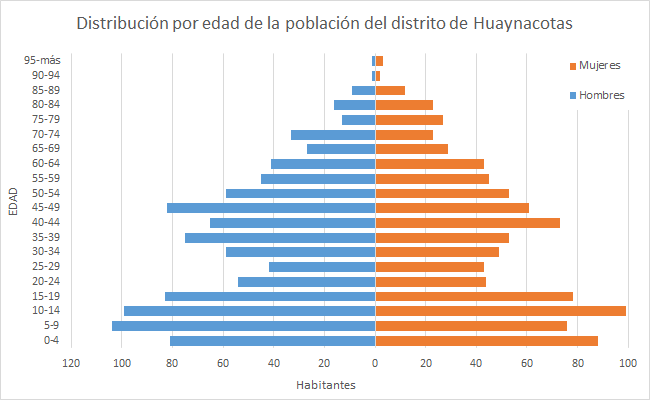
Población por edades del distrito

## Centros poblados
Al 2017 el distrito cuenta con 88 centros poblados según el INEI, siendo los más importantes los siguientes:
| Ubigeo: 040804 Código | Centro Poblado                     | Población | Altura m s. n. m. |
| --------------------- | ---------------------------------- | --------- | ----------------- |
| 0048                  | Antabamba                          | 102       | 2887              |
| 0014                  | Huarcaya                           | 176       | 4539              |
| 0002                  | Huaynacotas                        | 736       | 3314              |
| 0061                  | Luicho chico                       | 26        | 2795              |
| 0046                  | Piramarca                          | 50        | 3482              |
| 0062                  | San José de Luicho (Luicho Grande) | 63        | 2735              |
| 0068                  | Sara Sara                          | 49        | 3641              |
| 0001                  | Taurisma                           | 167       | 2612              |
| 0063                  | Visbe                              | 200       | 2930              |

* En negrita la capital.
Además el INEI contabilizó 6 comunidades campesinas: 4 declaradas pertenecientes a los pueblos originarios quechuas y hablantes del mismo idioma (Huarcaya, Huayqui, Piramarca y San José de Luicho) y 2 no pertenecientes a ningún pueblo originario (Huaynacotas cuya lengua es el quechua y Taurisma cuya lengua es el castellano)

## Turismo
Los numerosos recursos turísticos se encuentran dentro de este distrito lo hicieron merecedor del título de "capital turística de la provincia de La Unión" desde el 14 de mayo de 1994. Destacan entre otros:
- Pueblo de Taurisma es famoso por sus bosques de retamas, molles, restos arqueológicos, puentes colgantes y acogedores paisajes.
- Complejo turístico de los "Baños de Luicho".
- Bosque de piedras de Santo Santo, en Caccsiri.
- Bosque lítico de Huito y de Llamocca.
- Arco de adobe a la entrada de la plaza de Visbe.
- Iglesia parroquial católica de Taurisma.
- Arco a la entrada del pueblo y Cruz de piedra en Huaynacotas.
- Laguna de Huanzococha.
- Bosque de puyas de Raymondi.
- Ruinas de Malata y Tulla.
- Quebrada de Ccacha.
- Catarata de Alcco Yacu.

## Autoridades

### Municipales
- 2019-2022[4]
  - Alcalde: (Alianza Para el Progreso) Oscar Flores Vasquez
  - Regidores: (Alianza Para el Progreso) Pedro Julian Cayo Torres  (Alianza Para el Progreso) Angel Mariano Saavedra Cano  (Alianza Para el Progreso) Patricia Huaman Chambi  (Alianza Para el Progreso) Vidal Huashuayo Gonzales  (Fuerza Arequipeña) Fernando Rey Gonzales Sierra
- 2015-2019[5][6]
  - Alcalde: (Mov. Regional Arequipa Avancemos) Alfonso Chipana Nuñuri
  - Regidores: (Mov. Regional Arequipa Avancemos) Feliciano Carhuas Sierra  (Mov. Regional Arequipa Avancemos) Edwin Gabriel Condorchoa Contreras  (Mov. Regional Arequipa Avancemos) Olga Navarro Zela  (Mov. Regional Arequipa Avancemos) Santiago Alberto Asto Pérez  (Vamos Perú) Agapito Ccallme Simon
- 2011-2014[7][6]
  - Alcalde: (APRA) René Abdón Moncca Camargo
  - Regidores:  (APRA) Pablo De La Cruz Rodríguez Anculle   (APRA) Gervacio Julián Peralta Rojas    (APRA) Yudy Ynes Cornejo Peralta    (APRA) Juan Miguel Camargo Romero   (Fuerza Arequipeña) Mery Marta Pariguana Moncca
- 2007-2010[8]
  - Alcalde: Eulogio Rodríguez Gonzales.
  - Regidor: Juntos por el Sur (4), Arequipa Avancemos (1)
- 2003-2006[9]
  - Alcalde:Gil Honorato Anculle Romero
  - Regidores: APRA (4), Alianza Electoral Unidad Nacional (1)

### Religiosas
- Obispo Prelado: Mons. Mario Busquets Jordá.

## Festividades
- Santa Rosa de Lima.
- Virgen de Cocharcas.
- san salvador
- san Pedro y san Pablo
- huaylia en Navidad